# Соціалістичне змагання

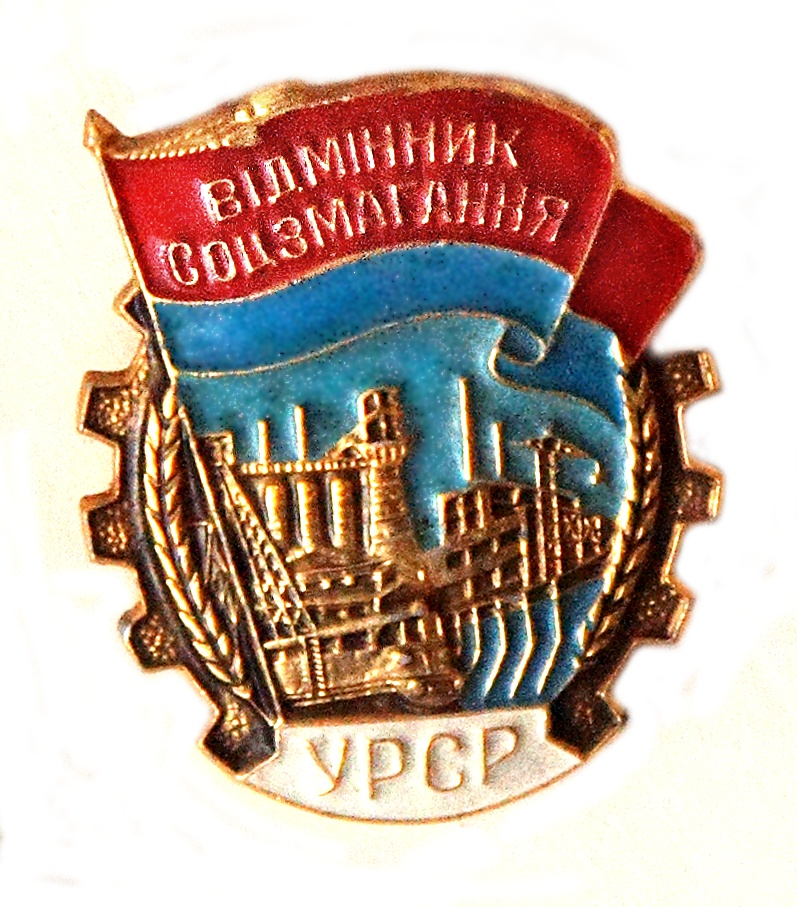
Значок «Відмінник соцзмагання УРСР»

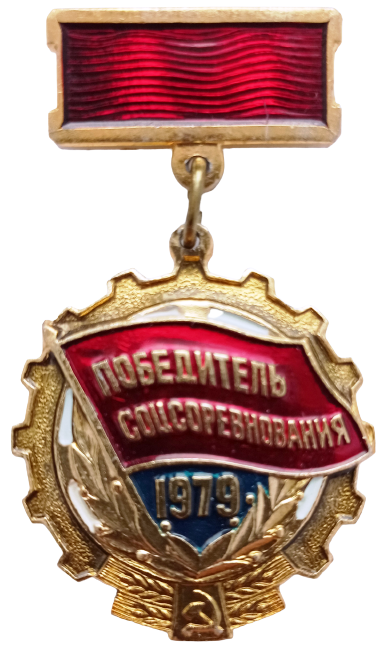
Знак «Переможець соціалістичного змагання», 1979 р.

Соціалісти́чне змага́ння — радянський термін на позначення різноманітних заходів, переважно позаекономічного характеру, з метою підвищення продуктивності праці, в основу яких покладені не так стимули матеріального зацікавлення, як апеляції до «соціалістичної свідомості» працівників віддати додаткові зусилля на побудову соціалізму.

## Історія
Соцзмагання визначалося як «основна форма соцорганізації праці» (Й. Сталін, 1929), «економічна закономірність соціалізму» тощо. На початку 1970-х соцзмагання визначалося як «метод будівництва соціалізму і комунізму; однією з рушійних сил зростання продуктивності праці; ефективної методики виховання у трудящих комуністичного ставлення до праці, залучення їх до управління виробництвом». Нарешті, воно дістало і конституційне закріплення: у ст. 8 Конституції СРСР 1977 зафіксовано: «Трудові колективи розвивають соціалістичне змагання».
За перший етап соцзмагань радянські джерела вважають «комуністичні суботники», запроваджені з 1919 р. В. Ленін, який сам брав у них участь, надавав великого значення цим «суботникам»; було навіть видане спеціальне «Положення про суботники» (1920), але наслідки їх були незначні, і з переходом до НЕПу вони пішли в забуття. В ідеї це була безкоштовна праця на державу всього працездатного населення, в якій ознак соцзмагань ще не було. Соцзмагання виникло у 1926 у зв'язку з проголошенням курсу на індустріалізацію країни. Це було ударництво, яке полягало в тому, що окремі робітники, бригади і цілі підприємства брали на себе зобов'язання збільшити норми виробітку, знизити собівартість і поліпшити якість продукції, висували підвищені зустрічні плани. Ударників й ударні підприємства порівняно з іншими фаворизовані: краще забезпечувались устаткуванням і сировиною, а ударників — ліпшим постачанням, що в 30-х, за браком товарів широкого вжитку, мало не абияке значення. У грудні 1929 у Москві відбувся перший всесоюзний з'їзд ударних бригад, який звернувся с закликом (практикованим і за наступних п'ятирічок) до всіх робітників виконати першу п'ятирічку за 4 роки. Подібні з'їзди колгоспників-ударників відбулися в 1934 і 1935.

## Рухи соцзмагань
Дальшим розвитком ударництва було соцзмагання між робітниками, бригадами і підприємствами за підвищення виробничих показників. У 1932 виник широко тоді пропагований Ізотовський рух, новим у якому було те, що його ініціатор, донецький шахтар М. Ізотов, крім уже відомих, висунув ще одне зобов'язання: допомагати відсталим робітникам і наглядати за їх працею.
Але найвищим етапом у соцзмагань став з 1935 стахановський рух, спрямований на встановлення високих виробничих рекордів. Щоб забезпечити його ініціаторові, теж донецькому шахтареві О. Стаханову, нечуваний доти рекорд, йому створили ідеальні умови: дали найкращу вугільну лаву, призначили помічників на виконання допоміжних робіт (які шахтар у звичайних умовах виконував сам), і він за зміну виробив понад 14 норм. Стахановський рух почали насаджувати в усіх галузях нар. господарства. Зокрема в Україні відомий був стахановськими рекордами на залізничному транспорті П. Кривоніс, ініціаторка руху «п'ятисотниць» (змагання за вирощування 500 центнерів цукрового буряка з га) М. Демченко, трактористка П. Ангеліна та ін.
За Другої світової війни, крім інших форм соцзмагань, практиковано рух «двосотників» і «трисотників», які, не зважаючи на тривання робочого дня, зобов'язувалися виконувати норми на 200—300 %. За повоєнного часу виник рух новаторів, які змагалися за якнайкраще використання устаткування, опанування норм виробітку і перевиконання їх, опанування суміжних професій тощо. Пізнішою формою соціалістичного змагання, що поширилася з 1958, була боротьба за звання ударника, бригади чи підприємства комуністичної праці під гаслом: «Вчитися, працювати й жити по-комуністичному». Нове в цьому русі, з уваги на поширення серед робітників алкоголізму і морального розкладу, — зобов'язання також дотримуватися зразкової поведінки і в побуті. Але й цей рух, хоч спочатку набрав великого поширення, насаджуваний згори апаратниками, неминуче був змушений збюрократизуватися, перетворитися на формальність, як було й з іншими починами. Іноді бригади і підприємства з дипломами комуністичних з часом нічим не відрізнялися від інших, а то й відставали від них.

## Охоплення
Формально соцзмагання вважалося добровільним виявом ініціативи працюючих, але в дійсності його організовували за наказами згори: постанови партійних з'їздів, конференцій, пленумів ЦК КПРС рясніли наказами про організацію соціалістичного змагання. В ідеї соціалістичного змагання мас — охоплювати весь загал працюючих. На 1930 58,1 % всіх робітників брали в ньому участь, на 1957 — 85 %; у 1976 по СРСР соцзмагання охоплювало 87 млн осіб; в Україні — 20 млн, близько 10 млн робітників і службовців брали участь у боротьбі «за комуністичне ставлення до праці»; у 1977 відповідно — 21 й 11,5 млн. Практично (за «Комуністом України», ч. 10, 1977) це майже всі, хто працює в сфері матеріального виробництва. Протягом десятиліть практики соціалістичного змагання вироблялися різні форми стимулювання його. Для переможців всесоюзного соціалістичне змагання було запроваджено червоні прапори ЦК КПРС, Ради міністрів СРСР, ВЦ СПС і ЦК ВЛКСМ з дипломами і грошовими нагородами. Новаторів нагороджували орденами і медалями, особливо заслуженим надавали звання Героя Соціалістичної Праці і нагороджували державними преміями (1976 їх видано 119 особам), а рядовим учасникам видавали значки «Переможець соціалістичного змагання» і «Ударник п'ятирічки».
Попри ці засоби стимулювання соцзмагань, його здобутки не відповідали масовій участі в ньому працюючих. Радянська продукція як у промисловості, так і в сіль. господарстві не могла конкурувати щодо кількості й якості з продукцією капіталістичних країн. Продуктивність праці радянського робітника була удвоє нижча супроти продуктивности американського. Це пояснюється передусім тим, що в удержавленій економіці відсутні природні стимули матеріального зацікавлення, властиві механізмові економіки капіталістичних країн, бо хоч матеріальне заохочення практикується й у соцзмагання, але користь від нього має лише невелике число працюючих: високі пропагандивні рекорди чи перевиконання планів приступні лише окремим одиницям, яким умисне створюють ідеальні умови праці; ці одиниці й користуються почестями та матеріальними вигодами: їх іменували «знатними людьми» («УРЕ») і в матеріальному забезпеченні підносили до високих ступенів партійно-радянської номенклатури. А весь загал працюючих на цьому лише втрачав, бо, орієнтуючись на високі рекорди й перевиконання планів поодиноких обранців, пізніше переглядали норми виробітку (в бік збільшення), і так соціалістичне змагання ставало засобом визиску робітників і колгоспників.
Крім згаданих головних форм соцзмагань, було багато інших. Радянські джерела нараховували їх на 1957 понад 250, а на 1977 — понад 300. У переважній більшості вони були недовговічні і часто заникали, навіть не набувши розголосу. Бюрократично насаджуваний згори, рух соціалістичного змагання перетворюється на формальне виконання директив, замилювання очей начальству, творення фіктивних рекордів (типові випадки в колгоспах, які, хотівши мати свою ланкову-героя соціалістичної праці, потайки збільшують збір її врожаю, додаючи їй вирощене на інших ділянках), наслідком чого чергова форма соціалістичного змагання виявлялася недійовою і доводилося винаходити нову. З цієї ж причини для активізації працюючих застосовують різні форми ніби участи їх в управлінні виробництвом. Однією з таких форм, що супроводжувала розвиток соцзмагання, були виробничі наради, що виникли в 1923. Їх праця то пожвавлювалася, то занепадала. Щоб їх активізувати, пленум ЦК КПРС 1957 перетворив їх на постійно діючі. Суть їх у тому, що на загальних зборах робітників, а з 1958 — обраних уповноважених обговорюється праця підприємства і заходи до її поліпшення. Але й ця форма ніби участи робітників в управлінні виробництвом лишалася фікцією, бо єдиноначальні директори підприємств виконували плани, призначені їм згори, і побажання виробничих нарад для них були не обов'язкові. Взагалі ж практика соціалістичного змагання з усіма його побічними формами активізації працюючих, на подобу виробничих нарад, довела їх неспроможність заступити природно властиві вільній, не удержавленій економіці стимули матеріального зацікавлення працюючих у підвищенні продуктивності праці.